# گربه بزرگ

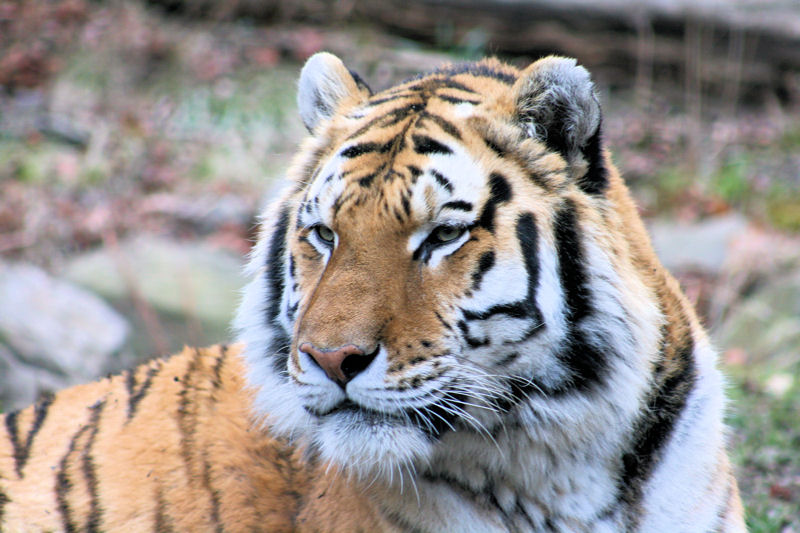
ببر بنگال یکی از بزرگ‌ترین گربه‌های جهان است

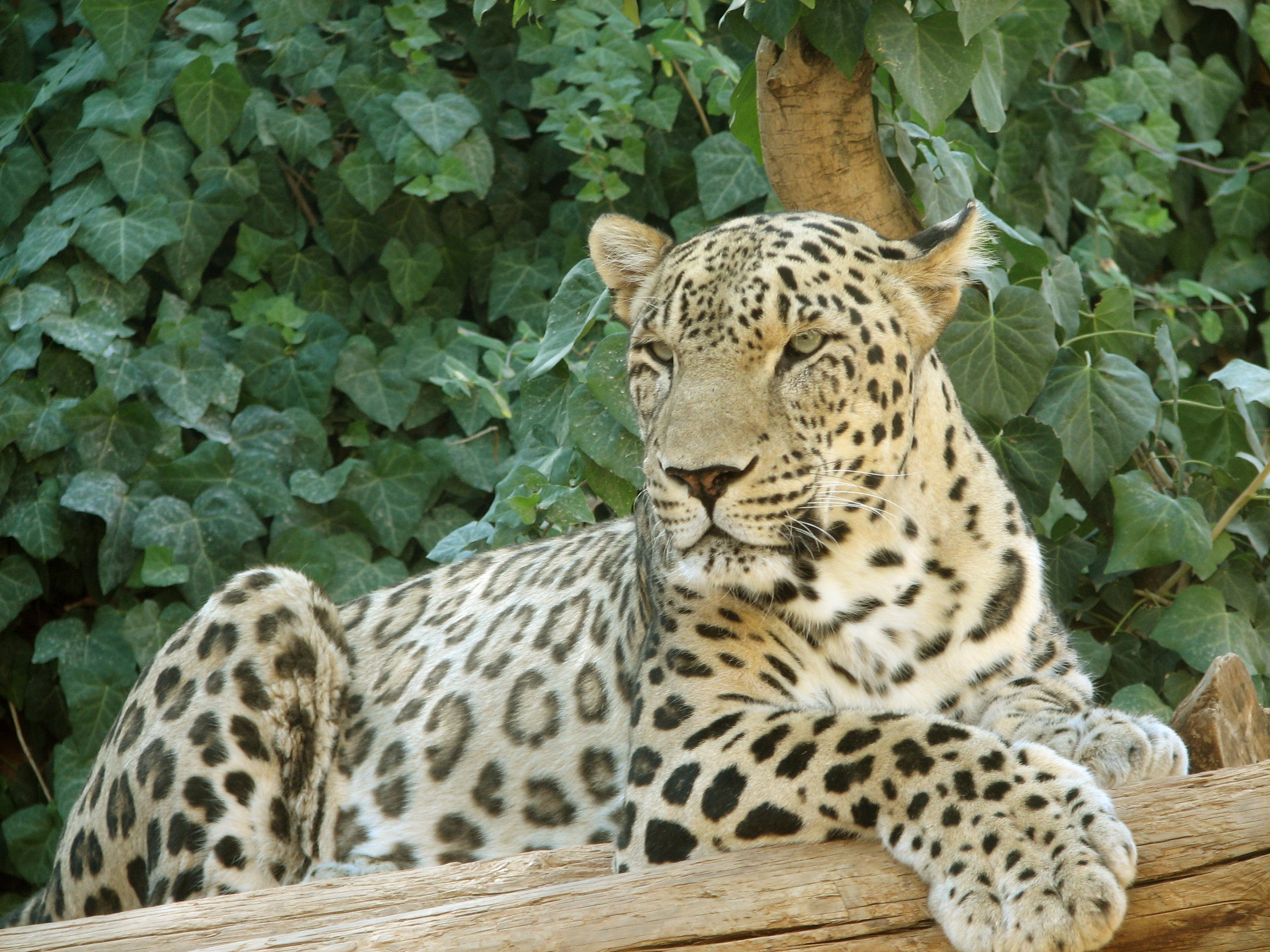
پلنگ ایرانی بزرگ‌ترین گربه حال حاضر
ایران

گربه بزرگ اصطلاحی است که بیشتر برای اشاره به ۵ گونه سرده پلنگ‌مانندها یعنی ببر، شیر، جگوار، پلنگ و پلنگ برفی به کار می‌رود. در میان گونه‌های ذکر شده به غیر از پلنگ برفی سایر گونه‌ها توانایی غرش کردن را دارند. در تعریف گسترده‌تر عنوان گربه بزرگ برای اشاره به برخی گربه‌ایان که خارج از سرده پلنگ‌مانندها طبقه‌بندی می‌شوند از جمله شیر کوهی، یوزپلنگ، پلنگ ابری و وشق نیز استفاده می‌شود. با این وجود این گونه‌های اضافه شده نیز همچون پلنگ برفی توانایی غرش کردن را ندارند. همچنین با وجود اختلاف اندازه زیاد در گونه‌هایی که از آن‌ها با عنوان گربه بزرگ یاد می‌شود همه آن‌ها به غیر از یوزپلنگ که به مقدار قابل توجه‌ای از لحاظ ساختار بدن و شیوه زندگی با بقیه گربه‌ایان متفاوت است بقیه کمابیش ساختار بدن و شیوه زندگی مشابه دارند.